# Klavdija Plotnikova
Klavdija Zacharovna Plotnikova-Andžigatova, nata Perova (in russo Кла́вдия Заха́ровна Пло́тникова-Анджига́това?; ca. 1893 – 20 settembre 1989) è stata l'ultima parlante nota della lingua kamassina.
Suo padre Zachar Perov era russo, mentre la madre Afanasiya Andžigatova era di etnia kamassina. Vivevano ad Abalakovo, il piccolo villaggio nel Sajanskij rajon, nella zona dei Monti Saiani, dove dalla fine del XIX secolo si erano stabiliti i kamassini superstiti, fino ad allora nomadi. Nel 1963-1964 una spedizione di studenti guidata dal linguista Aleksandr Konstantinovič Matveev individuò le ultime due parlanti della lingua kamassina: la Plotnikova ad Abalakovo e Aleksandra Eliseeva Semënova a Krasnojarsk. 
Klavdija Plotnikova non ha avuto l'opportunità di parlare kamassino fin dagli anni '50, dopo la morte di una zia, perché non conosceva nessun altro che potesse parlarlo. Il fratello minore Vasilij, infatti, non era in grado di comprendere e parlare la lingua. Nonostante ciò, le sue abilità linguistiche erano abbastanza buone e fu di grande aiuto per gli studiosi. Plotnikova-Andzhighatova parlava correntemente il russo, che aveva imparato nella prima infanzia. Con il declino della sua lingua madre, il russo divenne l'unica lingua da lei utilizzata. Ciò ha inevitabilmente influenzato le sue abilità nella lingua kamassina, in particolare la sua pronuncia, il vocabolario e le strutture delle frasi. L'influenza russa si manifestava soprattutto nelle strutture delle sue frasi e nell'uso del vocabolario: non era più in grado di utilizzare molte forme morfologiche e strutture sintattiche tipiche.
Ciononostante, dopo un periodo di riattivazione della lingua kamassina, Matveev fu in grado di pubblicare alcuni articoli sugli incontri avuti con la Plotnikova. Alcuni anni dopo, anche il linguista estone Ago Künnap ha raccolto le testimonianze della Plotnikova e della Semënova. La Plotnikova è apparsa anche nel documentario Veelinnurahvas del 1970, opera del regista e futuro uomo politico estone Lennart Meri.
Grazie a questi lavori, sebbene ormai estinta, la lingua kamassina è una delle più documentate tra le lingue samoiede.
La Plotnikova sopravvisse alla Semënova, e morì il 20 settembre 1989.